# J. D. Pardo

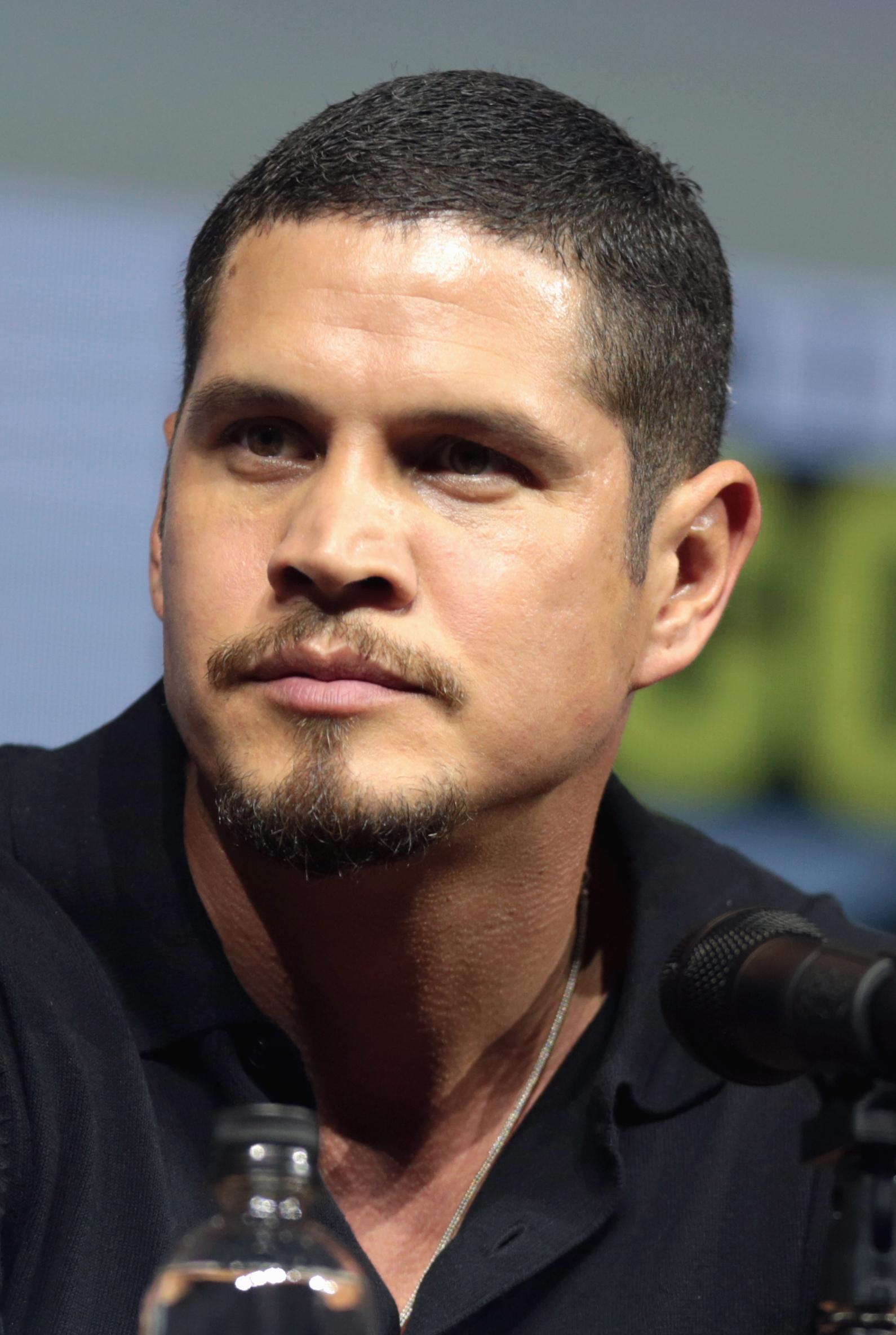
J. D. Pardo auf der San Diego Comic-Con International 2018

Jorge Daniel „J. D.“ Pardo (* 7. September 1980 in Panorama City, Los Angeles, Kalifornien) ist ein US-amerikanischer Schauspieler.

## Leben und Karriere
J. D. Pardo wurde als Sohn eines Argentiniers und einer Salvadorianerin in Panorama City, einem Stadtteil von Los Angeles, im US-Bundesstaat Kalifornien geboren, wo er auch aufwuchs. Sein Schauspieldebüt gab er im Jahr 2001 in einer Gastrolle in der Fernsehserie Titans – Dynastie der Intrigen. Weitere Auftritte folgten in What’s Up, Dad?, Veronica Mars, CSI: Miami oder O.C., California. 2004 war er in einer kleinen Rolle in der Familienkomödie Cinderella Story zu sehen.
2007 war er in einer größeren Rolle in der kurzlebigen Serie Drive als Sean Salazar neben bekannten Darstellern wie Nathan Fillion, Emma Stone oder Dylan Baker zu sehen. 2008 folgte eine Nebenrolle im Film Auf brennender Erde des Regisseurs Guillermo Arriaga. Nach weiteren Gastauftritten, darunter 90210, Human Target oder CSI: NY, übernahm Pardo 2012 als Jason Neville eine der Hauptrollen in der Serie Revolution, die er bis 2014 spielte. Es folgten Nebenrollen als Benicio in Snitch – Ein riskanter Deal und als Nahuel in Breaking Dawn – Biss zum Ende der Nacht, Teil 2.
2015 war Pardo als Raul Garcia in der Serie The Messengers zu sehen. Ebenfalls 2015 übernahm er die Rolle des Jesus in East Los High, die er bis 2017 darstellte. Von 2018 bis 2023 war er in der Hauptrolle des Ezekiel „EZ“ Reyes in Mayans M.C., einer Spin-off-Serie zu Sons of Anarchy, zu sehen.
Pardo ist fußballbegeistert und lebt in Los Angeles.

## Filmografie (Auswahl)
- 2001: Titans – Dynastie der Intrigen (Titans, Fernsehserie, 2 Episoden)
- 2001: What’s Up, Dad? (Fernsehserie, Episode 2x04)
- 2002: So Little Time (Fernsehserie, Episode 1x17)
- 2002: One on One (Fernsehserie, Episode 1x20)
- 2004: Cinderella Story (A Cinderella Story)
- 2004: American Dreams (Fernsehserie, 11 Episoden)
- 2004–2005: Clubhouse (Fernsehserie, 10 Episoden)
- 2005: Veronica Mars (Fernsehserie, Episode 1x12)
- 2005: Havoc
- 2005: Supercross
- 2006: CSI: Miami (Fernsehserie, Episode 4x13)
- 2006: O.C., California (Fernsehserie, 3 Episoden)
- 2006: Standoff (Fernsehserie, Episode 1x10)
- 2007: Hidden Palms (Fernsehserie, 7 Episoden)
- 2007: Drive (Fernsehserie, 6 Episoden)
- 2008: Auf brennender Erde (The Burning Plain)
- 2010: 90210 (Fernsehserie, 2 Episoden)
- 2010: Human Target (Fernsehserie, Episode 2x03)
- 2011: CSI: NY (Fernsehserie, Episode 7x11)
- 2012: Breaking Dawn – Biss zum Ende der Nacht, Teil 2 (The Twilight Saga: Breaking Dawn – Part 2)
- 2012–2014: Revolution (Fernsehserie, 40 Episoden)
- 2013: Snitch – Ein riskanter Deal (Snitch)
- 2015: Stalker (Fernsehserie, Episode 1x16)
- 2015: The Messengers (Fernsehserie, 13 Episoden)
- 2015: Blood & Oil (Fernsehserie, 2 Episoden)
- 2015–2017: East Los High (Fernsehserie, 19 Episoden)
- 2016: Rush Hour (Fernsehserie, Episode 1x07)
- 2018: S.W.A.T. (Fernsehserie, Episode 1x13)
- 2018–2023: Mayans M.C. (Fernsehserie)
- 2019: Tacoma FD (Fernsehserie, Episode 1x05)
- 2021: Fast & Furious 9 (F9)
- 2022: The Contractor
- 2022: The Terminal List – Die Abschusslist (The Terminal List, Fernsehserie)
- 2024: Road House
- seit 2024: High Potential (Fernsehserie)
- seit 2025: Untamed Serie (Netflix)